# Super Aqua Club
 (avril 2023).
Le Super Aqua Club est un parc aquatique situé à Pointe-Calumet, au Québec. Il a été inauguré en 16 août 1985.
En opération pendant les 10 semaines d'été et avec plus de 45 attractions pour toute la famille, le Super Aqua Club accueille plusieurs milliers de visiteurs, chaque jour[réf. nécessaire].

## Les attractions

### Les attractions familiales
- Myriam la tortue
- Piscine à vagues chauffée (1985)
- Le Château
- La Tempête (2010)
- L'île du pirate (2001)
- Le Marais
- Les plages (1985)
- Le Volley-ball aquatique
- Les activités à sec

### Les attractions intermédiaires
- Le Tsunami - Montagnes russes aquatiques de Proslide[2] (2016)
- La nouvelle rivière sauvage (1985)
- Ancienne rivière sauvage (1985)
- Les Serpentins et Turbo (1985)
- La Tornade (2005)
- Les Rafales (2003)
- Sirocco (2003)
- Le Typhon (2007)
- Sonora
- Le Mistral

### Les attractions pour les bons nageurs
- Les cordes à Tarzan (1985)
- Le Blob Jump
- Le Wipe Zone
- Les Super Chutes (1985)
- Diablo le Tourbillon (2003)